# Mount Vernon (Arkansas)
Mount Vernon è un comune degli Stati Uniti d'America, situato in Arkansas, nella contea di Faulkner.